# روبرت بيرنهام
روبرت بيرنهام (بالإنجليزية: Robert Burnham, Jr.) عالم أميركي في الفلك والفيزياء يشغل منصب المحرر الرئيسي في مجلة الفلك

## وصلات خارجية
- مجلة الفضاء نسخة محفوظة 25 أكتوبر 2010 على موقع واي باك مشين.